# Південний Саскачеван (річка)
Південний Саскачеван (англ. South Saskatchewan River, фр. rivière Saskatchewan Sud) — річка в Канаді, що утворюється злиттям річок Олд-Ман і Боу в Альберті та тече через Саскачеван.
Річка тече до міста Медисин-Гат і до штучного водосховища озера Діфенбейкер. Від греблі Ґардинер Південний Саскачеван тече в північному напрямі до міста Саскатун і впадає до річки Саскачеван.

## Притоки
- річка Боу «лук» (англ. Bow River)

- річка Олд-Ман  «старий чоловік» (англ. Oldman River)

- "Севен-Персонс бухта" «семеро людей» (англ. Seven Persons Creek)

- Ред-Дір «Олень благородний» (англ. Red Deer River)

- "Тіпі бухта" «віґвам» (англ. Teepee Creek)

- "Ландінг бухта" «висадка» (англ. Landing Creek)

- "Смит бухта" (англ. Smith Creek)

- "Валетин бухта"  (англ. Valentine Creek)

- "Севен-Персонс бухта" «сосна озеро»  (англ. Pine Lake Creek)

- "Брейтватер бухта" «ясна вода» (англ. Brightwater Creek)

- "Бівер бухта" «Бобер» (англ. Beaver Creek (Saskatchewan))

- "Фиш бухта" «риба» (англ. Fish Creek (Saskatchewan))

- "Свист-керрент бухта" «Швидке тече» (англ. Swift Current Creek (Saskatchewan))

## Острови
- "острів Миклейн" (англ. McLean Island)

- "острів Вільсон"(англ. Wilson Island (Saskatchewan))

- "острів Йорат"(англ. Yorath Island)

| Канада | Це незавершена стаття з географії Канади. Ви можете допомогти проєкту, виправивши або дописавши її. |